# Fenes (Troms)
Pour les articles homonymes, voir Fenes.
Fenes est une localité du comté de Troms, en Norvège.

## Géographie
Administrativement, Fenes fait partie de la kommune de Bjarkøy.